# Changeling: The Dreaming
Changeling: The Dreaming (w wolnym tłumaczeniu – Odmieniec: Śnienie) to gra fabularna wydana przez wydawnictwo White Wolf, której akcja to czy się w Świecie Mroku.
Gra osadzona jest w gothpunkowym świecie. Konwencja gry zbliżona jest też do fantasy. Czas gry to okres od 1969 r. do dzisiaj. Gracze wcielają się w postaci Odmieńców (ang. Changeling), hybryd duszy Faerie i ciała śmiertelnego człowieka. Postaci przeżywają niesamowite przygody na styku świata rzeczywistego i magicznego świata marzeń, Śnienia (stąd nazwa gry).

W grze występuje kilka rodzajów Odmieńców :
- Boggan – pomocne ludziom "domowe duszki"
- Pooka – żartownisie i kłamcy o łagodnie zarysowanych zwierzęcych cechach
- Redkapy (ang. redcap) – brutalni żołnierze
- Satyry – hedonistyczni miłośnicy wina i śpiewu
- Sidhe – elfy, piękna i nieprzystępna szlachta
- Sluagh – mówiący szeptem mieszkańcy podziemi
- Trolle – słusznej postury i siły wojownicy
- Eshu – podróżnicy i bajarze